# Crisafio
Crisafio (latino: Chrysaphius; ... – 451) è stato un politico romano che ricoprì una posizione influente alla corte dell'imperatore romano d'Oriente Teodosio II, divenendo il vero regnante dell'Impero. Seguì una politica di conciliazione con gli Unni, che costò all'impero grandi quantità di oro, accumulando al contempo una vasta fortuna in tangenti.

## Biografia

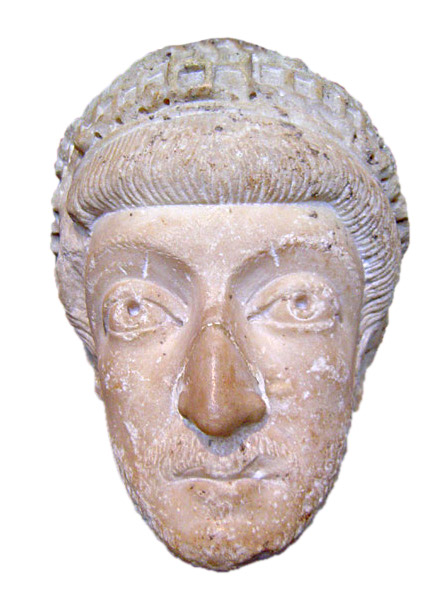
Testa in marmo di Teodosio II; Crisafio esercitò un'enorme influenza sull'imperatore, tanto da divenire il vero dominatore della scena politica romana.

Il suo vero nome era Taiouma,, Tumna,, Tzoumas o Ztommas. Potentissimo nel palazzo imperiale, esercitò un'enorme influenza sull'imperatore Teodosio II verso la fine del suo regno e, secondo una fonte, l'imperatore amava l'eunuco per la sua bellezza. Il suo ruolo ufficiale era quello di cubicularius o spatharios
Nel 441 Crisafio, all'epoca non ancora cubicularius, decise di causare la caduta di Ciro di Panopoli, il poeta pagano egiziano che ricopriva la carica di praefectus urbi di Costantinopoli e che era enormemente popolare in città; Ciro si salvò convertendosi al Cristianesimo, ma Crisafio riuscì a farlo nominare vescovo di una città in Frigia, la cui popolazione aveva linciato i quattro precedenti prelati.
Nel 443 divenne cubicularius o spatharios. Teodosio era debole, e il regno era dominato da sua sorella, l'augusta Pulcheria, che Crisafio volle indebolire appoggiandosi a Elia Eudocia, la moglie di Teodosio e l'altra augusta dell'Impero: chiese infatti che la corte di Pulcheria, suo strumento di governo, fosse trasferita ad Eudocia, ma Teodosio rifiutò, affermando che non aveva intenzione di deporre la sorella, che regnava avvedutamente. Crisafio fece allora affermare ad Eudocia che, siccome Pulcheria viveva a tutti gli effetti una vita ascetica, la sorella di Teodosio avrebbe dovuto prendere i voti e diventare diaconessa, lasciando conseguentemente la vita mondana; Teodosio si lasciò convincere, e Pulcheria, per evitare di dover prendere i voti, si ritirò a vita privata, andando a vivere nel palazzo di Hebdomon, alla periferia di Costantinopoli. Liberatosi di Pulcheria, Crisafio provvide a causare la caduta anche di Eudocia. Nel 444 riuscì a convincere Teodosio che Eudocia aveva una relazione con il magister officiorum Paolino, e che i due amanti intendevano assassinarlo e regnare insieme. Malgrado entrambi negassero recisamente, e nonostante il sostegno del popolo per l'imperatrice, Teodosio ordinò che Eudocia fosse esiliata a Gerusalemme, da dove non tornò più, e che Paolino fosse inviato in Cappadocia, dove fu assassinato qualche mese dopo. Rimosse entrambe le auguste dalla corte, Crisafio detenne il potere effettivo per i successivi sei anni, incutendo paura ai maggiorenti dell'impero.
Nel dicembre 447, il re degli Unni Attila giunse sotto le mura di Costantinopoli con le sue truppe; Crisafio decise di blandire i nemici dell'impero, pagando un tributo agli Unni piuttosto che rischiare la guerra. Il trattato fu rinnovato nel 448, ma per la prima volta vi furono voci contrarie al governo di Crisafio; l'opposizione al potente eunuco si coagulò attorno a Zenone, comandante delle truppe isauriche presenti nella capitale e apprezzato dall'imperatore e dalla popolazione per i provvedimenti difensivi che aveva preso. Crisafio decise di rispondere alla minaccia organizzando un attentato contro Attila: a tale scopo corruppe il capo delle guardie del re unno, Edeco, ma questi, tornato a corte dal proprio re, non tradì, anzi gli rivelò il complotto; Attila chiese la testa di Crisafio, ma poi Teodosio, tramite un'ambasciata, lo convinse ad accettare una forte somma di denaro (Crisafio stesso mandò una grossa donazione al re unno).
Crisafio fu anche coinvolto nelle dispute teologiche della sua epoca, e accettando tangenti dalle varie fazioni raccolse una grande fortuna. Figlioccio dell'archimandrita Eutiche (quest'ultimo, cioè, era stato padrino di battesimo dello stesso Crisafio), intendeva porlo sul trono patriarcale di Costantinopoli per aumentare la propria influenza politica, ma le sue mire furono sconfitte dall'elezione di Flaviano nel 447. Crisafio, allora, convinse Teodosio a richiedere un dono a Flaviano, il quale inviò all'imperatore tre pani consacrati, che Crisafio rifiutò affermando che all'imperatore andava donato dell'oro; Flaviano rispose che il vescovo di Costantinopoli non poteva cedere proprietà della Chiesa come tangenti, facendosi nemico Crisafio. Pulcheria, all'epoca ancora influente a corte, protesse Flaviano; allora Crisafio fece prima nominare Dioscoro, un acerrimo nemico di Flaviano, patriarca di Alessandria e poi organizzò l'esilio di Pulcheria. Nel 448 sorse la disputa intorno alla teoria del monofisismo promossa da Eutiche, che ottenne l'appoggio di Crisafio; Flaviano, seppur riluttante, alla fine si fece coinvolgere e condannò la posizione di Eutiche. Fu allora convocato il secondo concilio di Efeso (agosto 449) e, attraverso Dioscoro, Crisafio fece deporre Flaviano; papa Leone I, però, chiese all'imperatore di convocare un nuovo concilio.
Teodosio morì nel 450. Crisafio, che probabilmente era sceso nella considerazione del suo imperatore pochi mesi prima della sua morte (pare che Zenone, suo rivale, avesse minacciato una rivolta), vide salire al trono Pulcheria e il suo nuovo marito Marciano, due suoi nemici. Secondo la maggior parte degli storici antichi, Pulcheria si vendicò di Crisafio consegnandolo al suo nemico mortale Giordane, che lo fece uccidere. Secondo Giovanni Malalas, però, Crisafio, che come Teodosio era sostenitore la fazione dei Verdi (opposti ai Blu appoggiati da Marciano), causò una sommossa dei propri sostenitori e fu mandato sotto processo da Marciano; lungo la strada che lo conduceva al tribunale, fu linciato dalla folla, inferocita dal gravoso aumento delle tasse ordinato da Crisafio per pagare il tributo ad Attila.